# Kaple svatého Cyrila a Metoděje (Kochánov)
Římskokatolická kaple sv. Cyrila a Metoděje se nachází v Kochánově u Stránecké Zhoři. Spadá pod farnost Netín.

## Historie
Kaple byla vystavěna v roce 1879 na místě starší zvoničky, rok výstavby je uveden na nápisové desce nad vstupem. K vysvěcení kaple došlo až 5. července 1885. V roce 1917 vyhořela, ale byla obnovena. V kapli bývaly donedávna bohoslužby jednou za dva týdny, vždy ve všední den v závislosti na časových možnostech kněží z Netína. Od roku 2011 jsou bohoslužby zpravidla jednou měsíčně.

## Architektura
Kaple je jednolodní stavba. Ze vstupního průčelí mírně vystupuje věž, zastřešená barokizující bání s lucernou. Na špici je jednoduchý kříž. Presbytář kaple je mírně užší než lóď, mělký s půlkruhovým závěrem.

## Zařízení
Hlavní oltář kaple je pseudogotický s obrazem svatých Cyrila a Metoděje. Oltářní menza byla po liturgické reformě na přelomu 60. a 70. let 20. století oddělena od oltářního nástavce a upravena na oltář "čelem k lidu". Na boku presbytáře je nový svatostánek, umístěný ve zdi. Obrazy křížové cesty v lódi kaple jsou novodobé, lavice také.